# Estación de Mairie d'Aubervilliers
Mairie d'Aubervilliers es una estación de la línea 12 del metro de París situada en Aubervilliers. Es la terminal norte de la línea.

## Historia
La estación fue inaugurada el 31 de mayo de 2022.